# Isotoma macleani
Isotoma macleani är en urinsektsart som beskrevs av Fjellberg 1978. Isotoma macleani ingår i släktet Isotoma och familjen Isotomidae. Inga underarter finns listade i Catalogue of Life.